# Molophilus orcus
Molophilus orcus är en tvåvingeart som beskrevs av Alexander 1970. Molophilus orcus ingår i släktet Molophilus och familjen småharkrankar.
Artens utbredningsområde är Madagaskar. Inga underarter finns listade i Catalogue of Life.